# Liam Horner
Liam Horner (nascido em 26 de junho de 1943) é um ex-ciclista irlandês que competiu no ciclismo nos Jogos Olímpicos de Verão de 1968 e 1972, representando a Irlanda.